# Como (mitología)

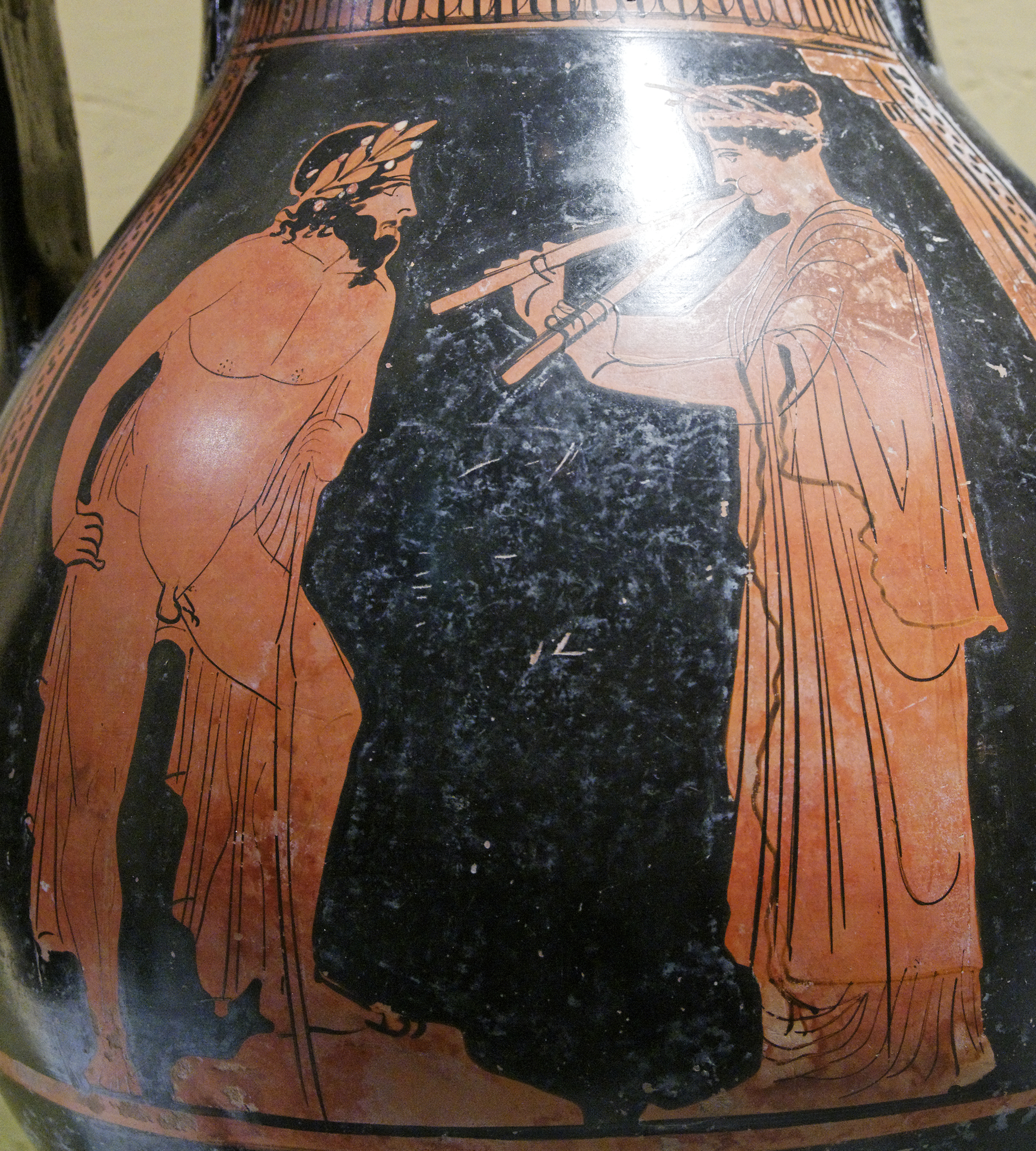
Como y un flautista. Pélice ático. Rodas, 430 a. C.

En la mitología griega Como o Comos (en griego antiguo: Κῶμος, Kōmos, Comus en latín) es el dios y la personificación de festividad y los excesos. Pertenece al séquito o tíaso de Dioniso, como su copero y compañero de juergas. Está representado como un joven con alas o como un satirisco (sátiro joven) y representa la anarquía y el caos. «Κῶμος» designa un cortejo festivo en honor de Dioniso, cuyos componentes cantan y bailan. En la antigüedad tardía aparece la personificación divina de este concepto: éste es un dios que preside los placeres del comer y del beber y encabeza una procesión compuesta por personas ebrias.   
De Como nunca se dice quiénes eran sus progenitores. En la mascarada de John Milton llamada Comus, el dios Como se describe como el hijo de Baco y Circe. Esto es una invención a posteriori ubicada fuera de la mitología clásica.  

## En las fuentes mitográficas
La única descripción en un texto mitológico de Como es en manos de Filóstrato de Lemnos, un escritor griego y sofista del siglo III a. C. Primero dice que «Dioniso va a zarpar de Andros hacia un cortejo báquico y su nave, todavía amarrada en puerto lleva un cortejo de sátiros, de lenas y todos los silenos. Lleva también a la Risa (Γέλως) y a Como, dos divinidades muy dadas a la algazara y al banquete, para que el río, con sumo placer, haga con ellos la cosecha». Luego le dedica una extensa descripción: 
Este ser divino, Como, por quien los hombres hacen cortejos nocturnos, está de pie a las puertas de una alcoba. Esa espléndida antepuerta muestra unos novios muy ricos yaciendo en aquel lecho. El joven Como ha llegado, joven dios al lado de gente joven, tierno, apenas un efebo, sonrojado por efecto del vino y, aunque de pie, durmiendo su embriaguez. Al dormir con el rostro inclinado, apoya el lóbulo de la oreja, como suele suceder en el primer sueño, cuando el sueño nos invade con placer; por ello, también la antorcha que tiene en el lado derecho parece caérsele de la mano, a causa de la dejadez que provoca el sueño. Y, temeroso Como del fuego que se le acerca demasiado a la pierna, ladea la pierna izquierda hacia la derecha, mientras que la lámpara sigue en el lado izquierdo, y mantiene la mano a distancia. Es obligado entre los pintores representar la cara de los que están en la flor de la edad; en el caso de Como, tiene la cabeza hacia abajo y entre sombras. Así se indica, creo, que los jóvenes no deben hacer el cortejo de Como sin máscara. En cuanto al resto del cuerpo, está perfectamente perfilado ya que aquella lámpara lo ilumina por todos lados y lo llena de luz. En realidad, el cortejo de Como permite que las mujeres actúen como hombres y que los hombres vistan ropas femeninas y tengan andares de mujeres. Sus coronas están ya marchitas pero por no perderlas en su carrera desenfrenada, y las flores temen que el contacto con la mano las marchite antes de tiempo. El cuadro también representa en cierto modo las palmas que más complacen a Como: golpeándose entre sí resuenen al unísono como címbalos.

## Comus en el arte

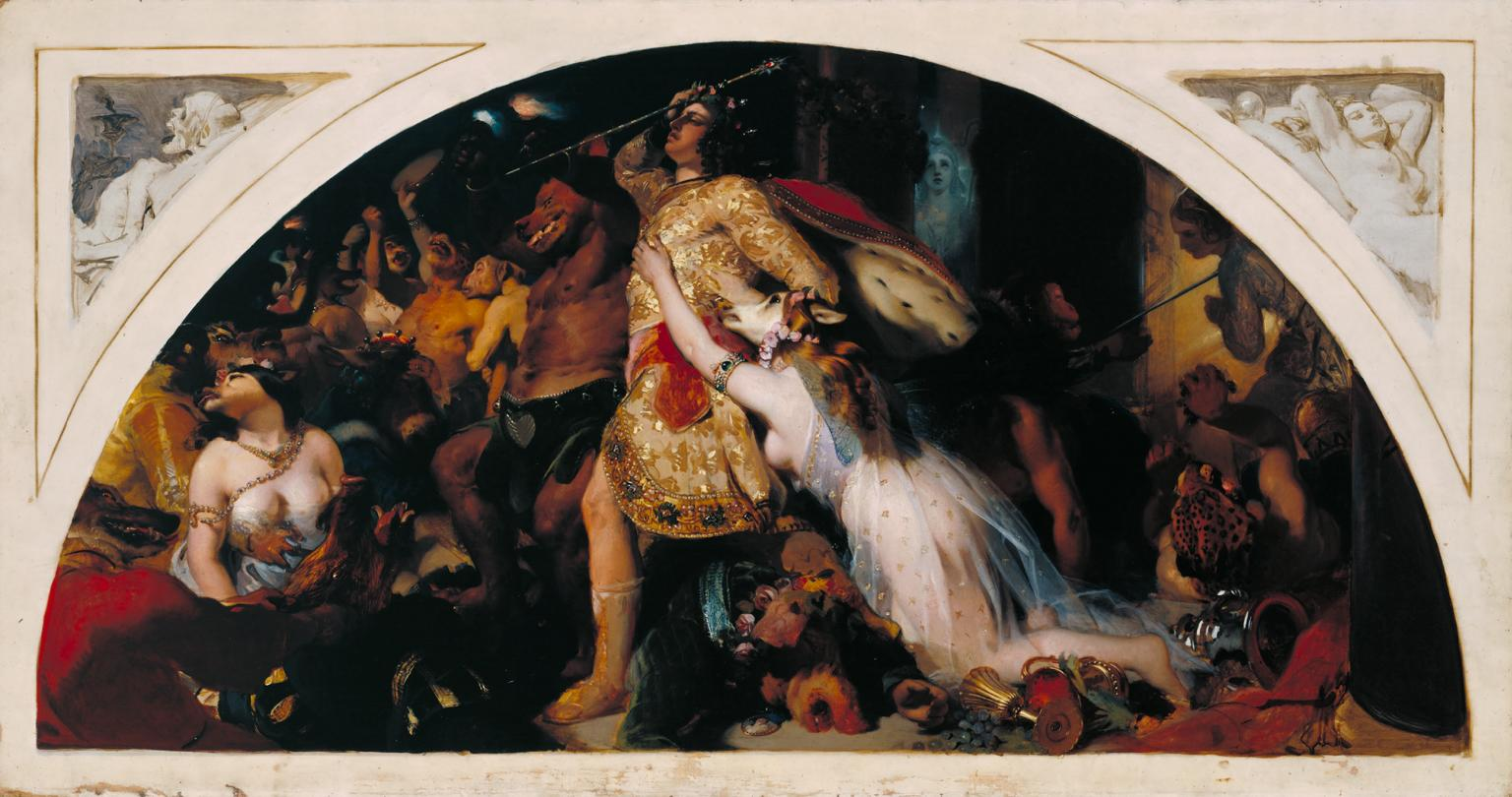
La Derrota de Comus, 1843, por Sir Edwin Henry Landseer, una vez un mural en un pabellón de jardín pequeño en las tierras de Palacio de Buckingham.

Como aparece al principio de la obra mascarada de el placer Reconcilió a Virtud por Ben Jonson y también en Les fêtes de Paphos (Los Festivales de Pafo), un opéra-ballet de Jean-Joseph Cassanéa de Mondonville.
Como aparece en las óperas barrocas Les plaisirs de Versailles por Marc-Antoine Charpentier y King Arthur por Henry Purcell y John Dryden, y en una mascarada, Comus, por Thomas Arne.
Como un dandy egoísta, Comus Bassington, es el personaje principal en la novela El insoportable Bassington por Saki (H. H. Munro).
El grupo Comus, grupo de culto progresivo británico de folk, tomó su nombre y contenido de sus letras de su álbum de 1971 Primera Enunciación de Como.
Comus aparece en la cultura moderna con las Cofradías de Mardi Gras de Mistick Krewe de Comus . Fue fundado en 1856 en Nueva Orleans, Luisiana para el Mardi Gras de allí siendo el establecimiento más viejo de los grupos de fiestas.